# Pseudepidosis lunaris
Pseudepidosis lunaris är en tvåvingeart som beskrevs av Boris Mamaev 1966. Pseudepidosis lunaris ingår i släktet Pseudepidosis och familjen gallmyggor. Inga underarter finns listade i Catalogue of Life.